# Faner og Folkefest
Faner og Folkefest er en dansk dokumentarisk stumfilm fra 1920 med ukendt instruktør.

## Handling
Folkefest i København, sandsynligvis i anledning af kong Christian 10.'s 50 års fødselsdag i 1920. Stort optog går ind på Amalienborg Slotsplads. Kongefamilien kommer frem på balkonen på Amalienborg Slot. Christiansborg Ridebane fyldt med mennesker med skilte. Optog med faner marcherer ind på Christiansborg Ridebane - mange studenter iblandt. I havnen ligger store udenlandske skibe. Skib losses for gods. Flere optagelser af folkemængde på Amalienborg Slotsplads og ved Christiansborg.